# سول نيوبري
كان سول نيوبري (14 أغسطس 1870 - 1 فبراير 1950)، من شيكاغو، إلينوي، جامعًا للطوابع البريدية الكلاسيكية. كان منخرطًا في هواية جمع الطوابع في شيكاغو لدرجة أنه لُقّب بـ"أفضل جامع طوابع في شيكاغو".

## هواية جمع الطوابع
ركّز نيوبري على تكوين مجموعاتٍ عالمية المستوى وذات شهرةٍ عالمية. وشملت هذه المجموعات إصداراته من الولايات المتحدة الأمريكية للفترة من 1847 إلى 1869، والتي نال من خلالها الجائزة الكبرى في معرض CIPEX (المعرض الدولي المئوي لهواة جمع الطوابع) عام 1947. كما اشتهر بمجموعتهِ من طوابع "عين الثور" البرازيلية الكلاسيكية، ومجموعة من طوابع شنغهاي الصينية الكلاسيكية، ومجموعة أخرى من طوابع البريد وتاريخ كولومبيا والطوابع الصادرة عن ولاياتها.

## أدب هواة جمع الطوابع
كان نيوبري من أشدّ دعاة البحث في مجال طوابع البريد، وشجّع الآخرين على القيام بذلك. موّل أبحاث ستانلي برايان آشبروك، التي أدّت إلى نشر آشبروك كتابه "طابع الولايات المتحدة ذو السنت الواحد للفترة 1851-1857" عام 1938.

## التكريم
ادرج اسم نيوبيري لقاعة المشاهير التابعة للجمعية الأمريكية لهواة جمع الطوابع في عام 1950.

## جائزة سول نيوبري
أُسست جائزة سول نيوبري من قِبَل جمعية شيكاغو لهواة جمع الطوابع تكريمًا لهُ عام 1945. وكان من المقرر أن تُمنح الجائزة سنويًا لسكان شيكاغو الذين أسهموا إسهامًا كبيرًا في مجال هواة جمع الطوابع على مر السنين. وكان ديفيد لويس ليدمان أول من نالها.